# Centrum Szkolenia Inżynieryjno-Lotniczego

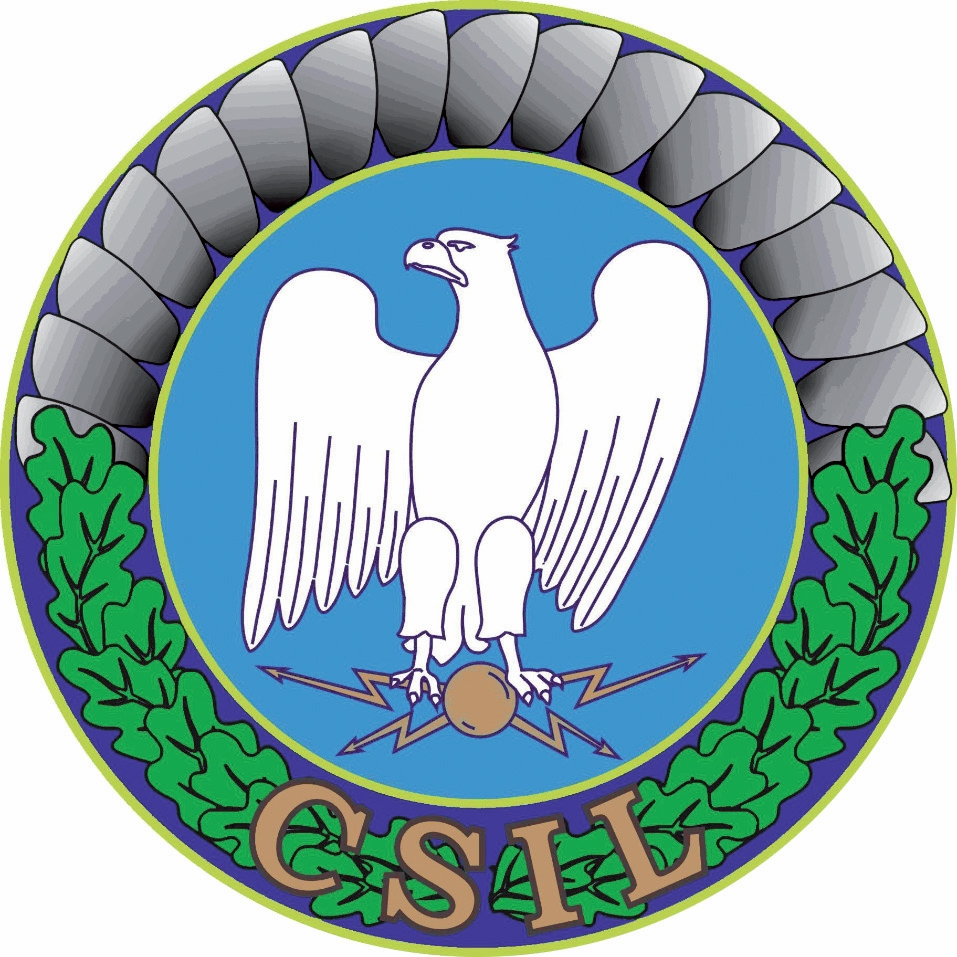
Oznaka rozpoznawcza CSIL.

Centrum Szkolenia Inżynieryjno-Lotniczego im. płk. pil. obs. Bernarda Adameckiego (CSIL) sformowano w roku 2008 na podstawie następujących dokumentów:
- Decyzji MON Nr Z-47/Org./P1 z dnia 5 sierpnia 2008;
- Decyzji MON Nr PF-51/Org./SSG/ZoiU-P1 z dnia 18 sierpnia 2008;
- Rozkazu Dowódcy Sił Powietrznych Nr PF-198 z dnia 26 sierpnia 2008;
- Rozkazu Komendanta-Rektora WSO SP Nr Z-9 z dnia 5 września 2008 roku.

Zadanie formowania Centrum otrzymał płk dr inż. Zbigniew Ciołek wyznaczony na dowódcę Zespołu Organizacyjnego CSIL. CSIL w Dęblinie funkcjonuje od 1 stycznia 2009 r.

## Zadania
Do głównych zadań CSIL należy:
- szkolenie żołnierzy w ramach systemu doskonalenia zawodowego na kursach podnoszących kwalifikacje zawodowe na potrzeby jednostek wojskowych;
- szkolenie specjalistyczne i ogólnowojskowe w ramach Ośrodka Szkolenia CSIL;
- zabezpieczenie procesu szkolenia oraz bazy szkoleniowej dla szkolenia studentów (podchorążych) akademii wojskowych oraz kadetów szkół podoficerskich;
- szkolenie kursowe rezerw osobowych na zasadach określonych w planach szkolenia SZ RP.

## Struktura organizacyjna
- Komenda CSIL
- Wydział Ogólny;
  - Sekcja Organizacyjno-Kadrowa;
  - Sekcja Operacyjna
- Sekcja Logistyki;
- Sekcja Ochrony Informacji Niejawnych;
- Sekcja Wychowawcza.
- Wydział Dydaktyczny:
  - Cykl Płatowca i Silnika;
  - Cykl Naziemnej Obsługi Statków Powietrznych;
  - Cykl Ubezpieczenia Lotów;
  - Cykl Taktyki i Szkolenia Ogólnowojskowego;
  - Cykl Uzbrojenia;
  - Cykl Awioniki;
  - Sekcja Informatyki;
  - Sekcja Wychowania Fizycznego i Sportu;
  - Zespół Planowania Szkolenia.
- Ośrodek Szkolenia:
  - Kurs Doskonalenia Zawodowego;
  - Kurs Szkoleniowy.

(jednostki podległe)
- Szkoła Podoficerska Sił Powietrznych w Dęblinie

## Tradycje
- Decyzją Nr 242/MON z dnia 15 lipca 2009 nadano odznakę pamiątkową[1].
- Decyzją Nr 324/MON z dnia 18 sierpnia 2010 nadano oznakę rozpoznawczą[2].
- Decyzją Nr 328/MON z dnia 26 sierpnia 2010 roku Centrum dziedziczy i kultywuje tradycje następujących historycznych jednostek[4]:
  - Szkoła Wojskowych Mechaników w Warszawie (1918–1919)
  - Szkoła Obsługi Lotniczej w Warszawie (1919)
  - Szkoła Obsługi Lotniczej w Poznaniu (1920)
  - Szkoła Mechaników Lotniczych w Bydgoszczy (1926–1934)
  - Szkoła Podchorążych Lotnictwa – Grupa Techniczna w Bydgoszczy (1934–1936) i Warszawie (1936–1939)
  - Szkoła Podoficerów Lotnictwa dla Małoletnich w Bydgoszczy (1930–1938) i Krośnie (1938–1939)
  - Centrum Wyszkolenia Ziemnego w Eastchurch (1940–1942)
  - Centrum Wyszkolenia Lotnictwa w Blackpool (1942–1943)
  - Centrum Wyszkolenia Lotnictwa w School of Technical Training Nr 1 w Halton (1943–1945)
  - Lotnicze Szkoły Techniczne dla Małoletnich Nr 1 w Heliopolis i Nr 2 w Halton (1943–1948)
  - Centralna Szkoła Lotnictwa Wojska Polskiego w Zamościu (1944–1945)
  - Wojskowa Techniczna Szkoła Lotnicza w Zamościu (1945–1946)
  - Techniczna Szkoła Wojsk Lotniczych w Zamościu (1951–1995)
  - Techniczna Oficerska Szkoła Wojsk Lotniczych w Oleśnicy (1955–1970)
  - Centralny Ośrodek Szkolenia Specjalistów Technicznych Wojsk Lotniczych w Oleśnicy (1970–1994)
  - Centrum Szkolenia Inżynieryjno-Lotniczego w Oleśnicy (1994–2002)
- Decyzją Nr 328/MON z dnia 26 sierpnia 2010 roku CSIL obchodzi swoje święto w dniu 3 września[4].
- Decyzją Nr 137/MON z dnia 30 sierpnia 2019 roku patronem CSIL został płk pil. obs. Bernard Adamecki[5].

## Komendanci
- płk dr inż. Zbigniew Ciołek (2008–2014)
- płk mgr inż. Waldemar Wiśniewski (2015–2022)
- płk mgr inż. Mariusz Boruciński (2022–)[6]